# Nyżnij Bystryj
Byżnij Bystryj (ukr. Нижній Бистрий) – wieś na Ukrainie, w obwodzie zakarpackim, w rejonie chuściańskim, w hromadzie Horinczowo. W 2001 liczyła 1195 mieszkańców.